# MTV Europe Music Award al miglior artista nordico
L'MTV Europe Music Award al miglior artista nordico (MTV Europe Music Award for Best Nordic Act) è uno dei premi principali dell'MTV Europe Music Award.
Dal 2005 al 2019 è stato sostituito dai premi: Miglior artista danese, Miglior artista finlandese, Miglior artista norvegese e Miglior artista svedese.

## Albo d'oro

### Anni 1990
| Anno | Vincitore                                            | Nominati                                                    |
| ---- | ---------------------------------------------------- | ----------------------------------------------------------- |
| 1998 | vedi MTV EMA come MTV Select — Europa settentrionale | vedi MTV EMA come MTV Select — Europa settentrionale        |
| 1999 | Lene Marlin                                          | - Jennifer Brown - The Cardigans - Andreas Johnson - Petter |

### Anni 2000
| Anno | Vincitore    | Nominati                                                 |
| ---- | ------------ | -------------------------------------------------------- |
| 2000 | Bomfunk MC's | - The Ark - Darude - Shimoli - Thomas Rusiak             |
| 2001 | Safri Duo    | - Briskeby - Emmi - Eskobar - Titiyo                     |
| 2002 | Kent         | - The Crash - The Hives - Röyksopp - Saybia              |
| 2003 | The Rasmus   | - The Cardigans - Junior Senior - Kashmir - Outlandish   |
| 2004 | The Hives    | - Sondre Lerche - Maria Mena - Sahara Hotnights - Saybia |

### Anni 2020
| Anno | Vincitore    | Nominati                                                        |
| ---- | ------------ | --------------------------------------------------------------- |
| 2020 | Zara Larsson | - Branco - Gilli - Alma - Kygo                                  |
| 2021 | Tessa        | - Drew Sycamore - Sigrid - Swedish House Mafia - Zara Larsson   |
| 2022 | Sigrid       | - Kygo - MØ - Swedish House Mafia - Tove Lo                     |
| 2023 | Käärijä      | - Alessandra Mele - Loreen - Swedish House Mafia - Zara Larsson |
| 2024 | Zara Larsson | - Alesso - Girl in Red - Laufey - Swedish House Mafia           |